# Цзючжайгоу-Хуанлун
Цзючжайгоу-Хуанлун (кит. трад. 九寨黃龍機場, упр. 九寨黄龙机场; ИАТА: JZH, ИКАО: ZUJZ), также известен как аэропорт Цзючжайгоу — аэропорт в уезде Сунгчу, провинция Сычуань, Китай. Он обслуживает два основных направления, заповедник Хуанлун, который расположен в 53 километрах от аэропорта и заповедник Цзючжайгоу, расположенный в 88 километрах от аэропорта.
Цзючжайгоу-Хуанлун расположен примерно в 240 километрах (40 минут полёта) от международного аэропорта Шуанлю. Операционная деятельность была начата 28 сентября 2003 года. Аэропорт обладает одной взлётно-посадочной полосой длиной 3200 и шириной 60 метров.
В связи с тем, что аэропорт расположен на высоте высоте 3448 м, некоторые пассажиры могут испытывать симптомы горной болезни. Это следует принимать во внимание при планировании маршрута через этот аэропорт. В центре первой медицинской помощи аэропорта продаются маленькие баллоны с кислородом и некоторые травы, использующиеся в тибетской медицине для устранения таких симптомов.

## Авиакомпании и направления
По состоянию на апрель 2012 года, аэропорт обслуживает рейсы следующих авиакомпаний: